# Croce Nera d'Austria
La Croce Nera d'Austria (Österreichisches Schwarzes Kreuz) è un'associazione austriaca fondata nel 1919 che collabora con il Ministero della difesa austriaco con lo scopo di mantenere viva la memoria dei militari caduti nei conflitti mondiali e, a tal fine, censisce i luoghi di sepoltura ed effettua periodiche visite nei cimiteri e nei sacrari militari che contengono spoglie di soldati austriaci, sia in Austria che all'estero.
La più alta onorificenza che la Croce Nera austriaca concede a personalità straniere, generalmente per il recupero di salme e/o cimiteri austriaci, è la Grande Croce d'Onore (Grosse Ehrenzeichen).
La Croce Nera austriaca detiene un legame particolare con i luoghi esteri ove combatterono i propri soldati: ad Arsiero, nel vicentino, in data 5/10/2008 si è svolto il 16º incontro italo-austriaco della pace a ricordo dei caduti e delle vittime civili della Grande guerra, ideato da Mario Eichta ed attuato in collaborazione con il Comune di Arsiero. Il tutto si è svolto, all'interno del cimitero, alla presenza di numerose delegazioni ufficiali sia italiane che austriache. Per ricordare l'evento, La “Croce Nera Austriaca” ha dedicato la copertina del proprio organo ufficiale semestrale al cimitero monumentale militare di Arsiero.
Inoltre, ogni anno, durante la cerimonia del 4 novembre, in occasione della Giornata dell'Unità Nazionale e delle Forze Armate viene eretto un altare e celebrata messa di fronte all'ara votiva, ove partecipano esponenti delle forze armate locali assieme ad una piccola delegazione austriaca per commemorare insieme i propri eroi di guerra.